# Lechia Gdańsk
Lechia Gdańsk (phát âm tiếng Ba Lan: [ˈlɛxʲa ˈɡdaj̃sk]) là một câu lạc bộ bóng đá Ba Lan có trụ sở tại Gdańsk.Trong những năm đầu, Lechia đã đạt được một số thành công.Vào đầu những năm 1980,Lechia đã giành Cúp Ba Lan, SuperCup Ba Lan.Sau hai lần sáp nhập với các đội khác vào những năm 1990, câu lạc bộ đã phải thiết lập lại từ hạng 6 vào năm 2001.

## Sân nhà
Sân vận động Gdańsk, trước đây được gọi là Baltic Arena, PGE Arena Gdańsk (2010 - 2015), Sân vận động Energa Gdańsk (2015 - 2020) là sân nhà của Lechia Gdańsk. Sức chứa của SVĐ là 41.620 khán giả,Sân vận động Gdańsk là SVĐ lớn thứ ba trong cả nước (sau Sân vận động Quốc gia và Sân vận động Silesia).

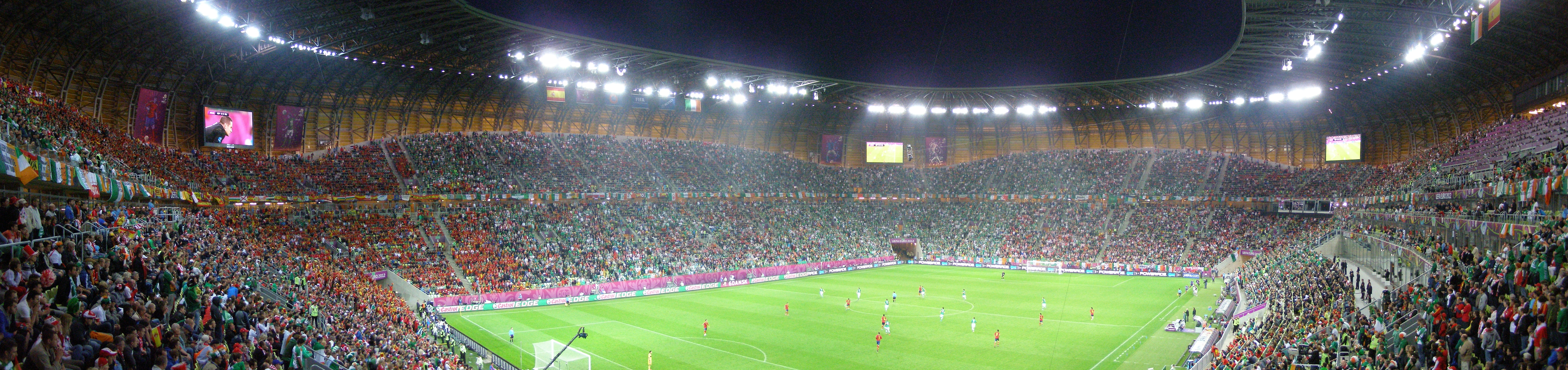
Sân vận động Gdańsk,

### Số Lượng khán giả
| Mùa     | Cao Nhất | Đối thủ           | Ngày              |        | Thấp Nhất | Đối thủ                | Ngày                        |        | Trung bình |
| ------- | -------- | ----------------- | ----------------- | ------ | --------- | ---------------------- | --------------------------- | ------ | ---------- |
| 2011–12 | 34444    | Cracovia          | 14 August 2011    | [ 4 ]  | 10525     | Podbeskidzie           | 24 March 2012               | [ 5 ]  | 17372      |
| 2012–13 | 19415    | Śląsk Wrocław     | 21 October 2012   | [ 6 ]  | 8000      | Korona Kielce          | 11 March 2013               | [ 7 ]  | 13219      |
| 2013–14 | 24276    | Górnik Zabrze     | 30 August 2013    | [ 8 ]  | 7705      | Piast Gliwice          | 29 March 2014               | [ 9 ]  | 12844      |
| 2014–15 | 36500    | Legia Warsaw      | 11 April 2015     | [ 10 ] | 7619      | Piast Gliwice          | 7 December 2014             | [ 11 ] | 16608      |
| 2015–16 | 22415    | Legia Warsaw      | 11 May 2016       | [ 12 ] | 8827      | Śląsk Wrocław          | 6 December 2015             | [ 13 ] | 11569      |
| 2016–17 | 37220    | Legia Warsaw      | 19 March 2017     | [ 14 ] | 10009     | Nieciecza              | 29 April 2017               | [ 15 ] | 17531      |
| 2017–18 | 22871    | Arka Gdynia       | 7 April 2018      | [ 16 ] | 2235      | Nieciecza              | 27 February 2018            | [ 17 ] | 10640      |
| 2018–19 | 25066    | Arka Gdynia       | 27 October 2018   | [ 18 ] | 8769      | Wisła Płock            | 11 March 2019               | [ 19 ] | 14746      |
| 2019–20 | 14008    | Lech Poznań       | 14 September 2019 | [ 22 ] | 0         | Arka Gdynia & Cracovia | 31 March 2020 & 9 June 2020 | –      | 8110       |
| 2020–21 | 5424     | Raków Częstochowa | 29 August 2020    | [ 23 ] | 0         | 12 games               | All games from October 2020 | –      | 987        |

## Lịch sử tên gọi
| Năm  | Tên viết Tắt              | Tên đầy đủ                                                 |
| ---- | ------------------------- | ---------------------------------------------------------- |
| 1945 | BOP Baltia Gdańsk         | Biuro Odbudowy Portów Baltia Gdańsk                        |
| 1946 | KS BOP Lechia Gdańsk      | Klub Sportowy Biuro Odbudowy Portów Lechia Gdańsk          |
| 1947 | BZKS Lechia Gdańsk        | Budowlany Związkowy Klub Sportowy Lechia Gdańsk            |
| 1951 | ZS Budowlani Gdańsk       | Związek Sportowy Budowlani Gdańsk                          |
| 1955 | TKS ZS Budowlani "Lechia" | Terenowe Koło Sportowe Związek Sportowy Budowlani "Lechia" |
| 1959 | BKS Lechia Gdańsk         | Budowlani Klub Sportowy Lechia Gdańsk                      |
| 1991 | KS Lechia Gdańsk          | Klub Sportowy Lechia Gdańsk                                |
| 1992 | FC Lechia SA              | Football Club Lechia Spółka Akcyjna                        |
| 1995 | KP Olimpia-Lechia Gdańsk  | Klub Piłkarski Olimpia-Lechia Gdańsk                       |
| 1996 | KS Lechia Gdańsk          | Klub Sportowy Lechia Gdańsk                                |
| 1998 | Lechia-Polonia Gdańsk SSA | Lechia-Polonia Gdańsk Sportowa Spółka Akcyjna              |
| 2001 | OSP Lechia Gdańsk         | Ośrodek Szkolenia Piłkarskiego Lechia Gdańsk               |
| 2009 | KS Lechia Gdańsk SA       | Klub Sportowy Lechia Gdańsk Spółka Akcyjna                 |

## Đội hình
Tính đến 18 tháng 2 năm 2022
Ghi chú: Quốc kỳ chỉ đội tuyển quốc gia được xác định rõ trong điều lệ tư cách FIFA. Các cầu thủ có thể giữ hơn một quốc tịch ngoài FIFA.
| Số | VT | Quốc gia    | Cầu thủ          |
| -- | -- | ----------- | ---------------- |
| 1  | TM | Ba Lan      | Michał Buchalik  |
| 2  | HV | Ba Lan      | Rafał Pietrzak   |
| 3  | HV | Thụy Điển   | Henrik Castegren |
| 4  | HV | Latvia      | Kristers Tobers  |
| 6  | TV | Ba Lan      | Jarosław Kubicki |
| 7  | TV | Ba Lan      | Maciej Gajos     |
| 8  | TV | Slovenia    | Egzon Kryeziu    |
| 9  | TĐ | Ba Lan      | Łukasz Zwoliński |
| 10 | TĐ | Mali        | Bassekou Diabaté |
| 11 | TĐ | Afghanistan | Omran Haydary    |
| 12 | TM | Slovakia    | Dušan Kuciak     |
| 20 | HV | Brasil      | Conrado          |
| 22 | TV | Thụy Điển   | Joseph Ceesay    |
| 23 | HV | Croatia     | Mario Maloča     |

| Số | VT | Quốc gia   | Cầu thủ           |
| -- | -- | ---------- | ----------------- |
| 25 | HV | Ba Lan     | Michał Nalepa     |
| 28 | TĐ | Bồ Đào Nha | Flávio Paixão     |
| 29 | HV | Áo         | David Stec        |
| 33 | TV | Đức        | Marco Terrazzino  |
| 36 | TV | Ba Lan     | Tomasz Makowski   |
| 69 | TV | Ba Lan     | Jan Biegański     |
| 72 | TV | Ba Lan     | Filip Koperski    |
| 76 | TV | Đức        | Christian Clemens |
| 77 | TV | Ba Lan     | Tomasz Neugebauer |
| 79 | TĐ | Ba Lan     | Kacper Sezonienko |
| 83 | TM | Ba Lan     | Antoni Mikulko    |
| 88 | TV | Ba Lan     | Jakub Kałuziński  |
| 99 | TV | Thổ Nhĩ Kỳ | İlkay Durmuş      |

### Cho Mượn
Ghi chú: Quốc kỳ chỉ đội tuyển quốc gia được xác định rõ trong điều lệ tư cách FIFA. Các cầu thủ có thể giữ hơn một quốc tịch ngoài FIFA.
| Số | VT | Quốc gia  | Cầu thủ                                                     |
| -- | -- | --------- | ----------------------------------------------------------- |
| 27 | TĐ | Ba Lan    | Łukasz Zjawiński (at Sandecja Nowy Sącz until 31 June 2022) |
| 39 | TM | Ba Lan    | Eryk Mirus (at Pogoń Grodzisk until 31 June 2022)           |
| 55 | HV | Ba Lan    | Filip Dymerski (at Sokół Ostróda until 31 June 2022)        |
| 77 | HV | Ba Lan    | Rafał Kobryń (at Sandecja Nowy Sącz until 31 June 2022)     |
| 80 | TV | Indonesia | Witan Sulaeman (at FK Senica until 31 June 2022)            |

### Cựu Cầu Thủ
| Poland - Arkadiusz Bąk (1995) - Krzysztof Baszkiewicz (1950–1953) - Jarosław Bieniuk (1995–1998), (2012–2014) - Ariel Borysiuk (2014–2016), (2018–2019) - Piotr Brożek (2012–2013) - Stanisław Baran (1945) - Adam Buksa (2014–2016) - Stanisław Burzyński (1965–1969) - Paweł Dawidowicz (2011–2014) - Tomasz Dawidowski (2009–2012) - Jan Erlich (1978–1981) - Adam Fedoruk (1998–2001) - Przemysław Frankowski (2012–2014) - Zygmunt Gadecki (1960–1962) - Jacek Grembocki (1982–1986), (1996–1997) - Henryk Gronowski (1949–1967) - Robert Gronowski (1949–1958) - Tadeusz Hogendorf (1945) - Marcin Kaczmarek (2008–2010) - Rafał Kaczmarczyk (1989–1994) - Jerzy Kasalik (1975–1976) - Alfred Kokot (1946–1953) - Roman Korynt (1953–1967) - Jakub Kosecki (2011–2012) - Rafał Kosznik (2006–2008), (2010) - Juliusz Kruszankin (1996) - Janusz Kupcewicz (1986–1988) - Marek Ługowski (1985–1994) - Daniel Łukasik (2014–2020) - Maciej Makuszewski (2014–2017) - Sebastian Małkowski (2008–2013) - Marcin Mięciel (1990–1993) - Sebastian Mila (2000–2001), (2015–2018) - Jarosław Nowicki (1985–1989) - Mariusz Pawlak (1988–1996), (2006–2007) - Sławomir Peszko (2015–2020) - Mirosław Pękala (1985–1988) - Rafał Pietrzak (2020–) - Zdzisław Puszkarz (1966–1981), (1986–1988) - Grzegorz Rasiak (2012–2013) | - Artur Sobiech (2018–2019) - Janusz Stawarz (1985–1990) - Łukasz Surma (2009–2013) - Grzegorz Szamotulski (1991–1993) - Mirosław Tłokiński (1975–1976) - Łukasz Trałka (2008) - Jakub Wawrzyniak (2015–2018) - Jakub Wilk (2012) - Sławomir Wojciechowski (1989–1993), (2004–2007) - Grzegorz Wojtkowiak (2015–2019) - Rafał Wolski (2016–2020) - Hubert Wołąkiewicz (2007–2011) - Paweł Wszołek (2004–2005) - Marek Zieńczuk (1996–1999), (2010) Afghanistan - Omran Haydary (2020–) Armenia - Levon Hayrapetyan (2011–2013) Bosnia and Herzegovina - Stojan Vranješ (2014–2015) Bulgaria - Simeon Slavchev (2016–2018) Burkina Faso - Abdou Razack Traoré (2010–2012) Canada - Steven Vitória (2016–2019) Congo DR - Christopher Oualembo (2012–2014) Croatia - Antonio Čolak (2014–2015) - Mario Maloča (2015–2018) (2019–) - Mato Miloš (2017–2018) - Luka Vučko (2011–2012) Curaçao - Gino van Kessel (2017) Ghana - Joseph Aziz (1995) - Emmanuel Tetteh (1995–1996) | Guinea-Bissau - Romário Baldé (2017–2019) - Rudinilson Silva (2014–2016) Haiti - Joenal Castma (1999–2000) Indonesia - Egy Maulana Vikri (2018–2021) - Witan Sulaeman (2021–) Japan - Daisuke Matsui (2013) Latvia - Oļegs Laizāns (2010) - Ivans Lukjanovs (2009–2012) - Kristers Tobers (2020–) Lithuania - Vytautas Andriuškevičius (2010–2013) - Donatas Kazlauskas (2015–2016) Mali - Bassekou Diabaté (2021–) Martinique - Bedi Buval (2010–2011) Serbia - Danijel Aleksić (2014) - Miloš Krasić (2015–2018) - Vanja Milinković-Savić (2016–2017) - Filip Mladenović (2018–2020) Slovakia - Lukáš Haraslín (2015–2020) - Dušan Kuciak (2017–) - Jaroslav Mihalík (2019–2021) United States - Jerzy Panek (1973) Dual nationals; Israel & United States - Kenny Saief (2020–2021) |

## Huấn Luyện Viên
| Ref    | Tên                 | QT         | Thời gian         | Thời gian         | G   | W  | D  | L  | %W    |
| ------ | ------------------- | ---------- | ----------------- | ----------------- | --- | -- | -- | -- | ----- |
|        | Michał Globisz      | Ba Lan     | 1 July 2001       | 25 August 2001    | 2   | 2  | 0  | 0  | 100%  |
|        | Tadeusz Małolepszy  | Ba Lan     | 26 August 2001    | 16 November 2002  | 38  | 30 | 4  | 4  | 78.9% |
| [ 25 ] | Jerzy Jastrzębowski | Ba Lan     | 1 February 2003   | 21 May 2004       | 53  | 45 | 3  | 5  | 84.9% |
| [ 26 ] | Marcin Kaczmarek    | Ba Lan     | 22 May 2004       | 16 June 2006      | 74  | 38 | 17 | 19 | 51.3% |
| [ 27 ] | Tomasz Borkowski    | Ba Lan     | 17 June 2006      | 27 August 2007    | 41  | 16 | 12 | 13 | 39%   |
| [ 28 ] | Dariusz Kubicki     | Ba Lan     | 30 August 2007    | 22 July 2008      | 32  | 22 | 4  | 6  | 68.7% |
| [ 29 ] | Jacek Zieliński     | Ba Lan     | 23 July 2008      | 5 April 2009      | 37  | 9  | 7  | 21 | 24.3% |
| [ 30 ] | Tomasz Kafarski     | Ba Lan     | 7 April 2009      | 8 November 2011   | 94  | 32 | 27 | 35 | 34%   |
| [ 31 ] | Rafał Ulatowski     | Ba Lan     | 9 November 2011   | 14 December 2011  | 4   | 1  | 0  | 3  | 25%   |
| [ 32 ] | Paweł Janas         | Ba Lan     | 1 January 2012    | 24 May 2012       | 13  | 3  | 5  | 5  | 23%   |
| [ 33 ] | Bogusław Kaczmarek  | Ba Lan     | 6 June 2012       | 4 June 2013       | 32  | 11 | 8  | 13 | 34.3% |
| [ 34 ] | Michał Probierz     | Ba Lan     | 4 June 2013       | 26 March 2014     | 42  | 12 | 15 | 15 | 28.5% |
| [ 35 ] | Ricardo Moniz       | Hà Lan     | 27 March 2014     | 4 June 2014       | 10  | 5  | 3  | 2  | 50%   |
| [ 36 ] | Quim Machado        | Bồ Đào Nha | 16 June 2014      | 21 September 2014 | 9   | 3  | 3  | 3  | 33.3% |
| [ 37 ] | Tomasz Unton        | Ba Lan     | 21 September 2014 | 17 November 2014  | 7   | 1  | 2  | 4  | 14.2% |
| [ 38 ] | Jerzy Brzęczek      | Ba Lan     | 17 November 2014  | 1 September 2015  | 30  | 11 | 9  | 10 | 36.6% |
| [ 39 ] | Thomas von Heesen   | Đức        | 1 September 2015  | 3 December 2015   | 12  | 3  | 2  | 7  | 25%   |
| [ 40 ] | Dawid Banaczek      | Ba Lan     | 3 December 2015   | 13 January 2016   | 3   | 2  | 0  | 1  | 66.6% |
| [ 41 ] | Piotr Nowak         | Ba Lan     | 13 January 2016   | 27 September 2017 | 66  | 31 | 16 | 19 | 46.9% |
| [ 42 ] | Adam Owen           | Wales      | 27 September 2017 | 3 March 2018      | 16  | 4  | 6  | 6  | 25%   |
| [ 43 ] | Piotr Stokowiec     | Ba Lan     | 5 March 2018      | 28 August 2021    | 139 | 64 | 35 | 40 | 46.6% |
| [ 44 ] | Tomasz Kaczmarek    | Ba Lan     | 1 September 2021  | present           | 15  | 8  | 3  | 4  | 53.3% |

## Nhà Tài trợ
| Mùa        | Tài Trợ                                | Tài Trợ       | Kit manufacturers | Notes                 |
| Mùa        | Front of shirt                         | Back of shirt | Kit manufacturers | Notes                 |
| ---------- | -------------------------------------- | ------------- | ----------------- | --------------------- |
| 1983–1984  | No sponsor                             | No sponsor    | maSport           | Lechia Gdańsk         |
| 1984–1987  | No sponsor                             | No sponsor    | Umbro             | Lechia Gdańsk         |
| 1987–1989  | No sponsor                             | No sponsor    | unknown           | Lechia Gdańsk         |
| 1989–1995  | No sponsor                             | No sponsor    | Self-made         | Lechia Gdańsk         |
| 1995–1996† | Nata                                   | No sponsor    | PJ Sport          | Olimpia-Lechia Gdańsk |
| 1995–1996† | Canal+                                 | No sponsor    | Kelme             | Olimpia-Lechia Gdańsk |
| 1995–1996† | Olvit                                  | No sponsor    | Self-made         | Lechia Gdańsk         |
| 1996–1998  | Nata                                   | No sponsor    | Kelme             | Lechia Gdańsk         |
| 1998–1999  | Pomorskie Towarzystwo Leasingowe (PTL) | No sponsor    | Uhlsport          | Lechia-Polonia Gdańsk |
| 1999–2000‡ | PTL                                    | No sponsor    | Uhlsport          | Lechia-Polonia Gdańsk |
| 1999–2000‡ | Centertel                              | Polsat        | Tico              | Lechia-Polonia Gdańsk |
| 1999–2000‡ | Nata                                   | No sponsor    | Kelme             | Lechia-Polonia Gdańsk |
| 2000–2002  | Centertel & Canal+                     | Netia         | Adidas            | Lechia-Polonia Gdańsk |
| 2001       | Polteam                                | No sponsor    | Self-made         | Lechia Gdańsk         |
| 2001–2004  | No sponsor                             | No sponsor    | wit-sport         | Lechia Gdańsk         |
| 2003       | Biznes Partner Klub                    | Achilles      | Erima             | Lechia Gdańsk         |
| 2004       | No sponsor                             | No sponsor    | Self-made         | Lechia Gdańsk         |
| 2004–2005  | GPEC                                   | www.gdansk.pl | Legea             | Lechia Gdańsk         |
| 2005–2006  | GPEC                                   | www.gdansk.pl | Erreà             | Lechia Gdańsk         |
| 2006–2007  | SNG                                    | www.gdansk.pl | Jako              | Lechia Gdańsk         |
| 2007–2008  | SNG & Energa                           | www.gdansk.pl | Jako              | Lechia Gdańsk         |
| 2008–2010  | SNG & Energa                           | No sponsor    | Jako              | Lechia Gdańsk         |
| 2010–2011  | Lotos                                  | No sponsor    | Adidas            | Lechia Gdańsk         |
| 2011–2012  | Lotos                                  | www.gdansk.pl | Adidas            | Lechia Gdańsk         |
| 2012–2014  | Lotos                                  | Energa        | Adidas            | Lechia Gdańsk         |
| 2014–2016  | Lotos                                  | Energa        | Sport-Saller      | Lechia Gdańsk         |
| 2016       | ETL Group                              | Totolotek     | New Balance       | Lechia Gdańsk         |
| 2016–2019  | Energa                                 | Totolotek     | New Balance       | Lechia Gdańsk         |
| 2019–2020  | Energa & Paytren                       | Betclic       | New Balance       | Lechia Gdańsk         |
| 2020–2021  | Energa \| Grupa Orlen & Paytren        | No sponsor    | New Balance       | Lechia Gdańsk         |
| 2021       | Energa \| Grupa Orlen                  | No sponsor    | New Balance       | Lechia Gdańsk         |
| 2021–      | Energa \| Grupa Orlen & eToro          | eToro         | New Balance       | Lechia Gdańsk         |

## Tham Khảo
1. ↑  Spółka Akcyjna = Stock Corporation
2. ↑  "Stadion Energa Gdańsk". stadiony.net.
3. ↑  "Numbers and interesting facts". stadionenerga.pl. Bản gốc lưu trữ ngày 29 tháng 9 năm 2020. Truy cập ngày 13 tháng 5 năm 2022.
4. ↑  "Lechia Gdańsk vs. Cracovia Kraków - 14 August 2011 - Soccerway". us.soccerway.com.
5. ↑  "Lechia Gdańsk vs. Podbeskidzie - 24 March 2012 - Soccerway". us.soccerway.com.
6. ↑  "Lechia Gdańsk vs. Śląsk Wrocław - 21 October 2012 - Soccerway". us.soccerway.com.
7. ↑  "Lechia Gdańsk vs. Korona Kielce - 11 March 2013 - Soccerway". us.soccerway.com.
8. ↑  "Lechia Gdańsk vs. Górnik Zabrze - 30 August 2013 - Soccerway". us.soccerway.com.
9. ↑  "Lechia Gdańsk vs. Piast Gliwice - 29 March 2014 - Soccerway". us.soccerway.com.
10. ↑  "Lechia Gdańsk vs. Legia Warszawa - 11 April 2015 - Soccerway". us.soccerway.com.
11. ↑  "Lechia Gdańsk vs. Piast Gliwice - 7 December 2014 - Soccerway". us.soccerway.com.
12. ↑  "Lechia Gdańsk vs. Legia Warszawa - 11 May 2016 - Soccerway". us.soccerway.com.
13. ↑  "Lechia Gdańsk vs. Śląsk Wrocław - 6 December 2015 - Soccerway". us.soccerway.com.
14. ↑  "Lechia Gdańsk vs. Legia Warszawa - 19 March 2017 - Soccerway". int.soccerway.com.
15. ↑  "Lechia Gdańsk vs. Nieciecza - 29 April 2017 - Soccerway". int.soccerway.com.
16. ↑  "Lechia Gdańsk vs. Arka Gdynia - 7 April 2018 - Soccerway". gh.soccerway.com.
17. ↑  "Lechia Gdańsk vs. Nieciecza - 27 February 2018 - Soccerway". gh.soccerway.com.
18. ↑  "Lechia Gdańsk vs. Arka Gdynia - 27 October 2018 - Soccerway". gh.soccerway.com.
19. ↑  "Lechia Gdańsk vs. Wisła Płock - 11 March 2019 - Soccerway". gh.soccerway.com.
20. ↑  "KOMUNIKAT POLSKIEGO ZWIĄZKU PIŁKI NOŻNEJ". pzpn.pl.
21. ↑  "Jest decyzja! Ekstraklasa zawieszona". sport.tvp.pl.
22. ↑  "Lechia Gdańsk vs. Lech Poznan - 14 September 2019 - Soccerway". uk.soccerway.com.
23. ↑  "Raport meczowy: Lechia Gdańsk - Raków Częstochowa | Kolejka 2 | 2020/21 Ekstraklasa". lechia.net.
24. ↑  "Pierwsza drużyna" (bằng tiếng Ba Lan). Lechia Gdańsk. Bản gốc lưu trữ ngày 11 tháng 4 năm 2019. Truy cập ngày 29 tháng 7 năm 2018.
25. ↑  "Jerzy Jastrzębowski". lechia.gda.pl.
26. ↑  "Marcin Kaczmarek "Mały Bobo"". lechiahistoria.pl.
27. ↑  "Tomasz Borkowski". lechia.gda.pl.
28. ↑  "Dariusz Kubicki – trener, który wprowadził Lechię do ekstraklasy". lechiahistoria.pl. ngày 30 tháng 8 năm 2017.
29. ↑  "Jacek Zieliński trenerem Lechii". 90minut.pl.
30. ↑  "Kafar trenerem!". lechia.gda.pl.
31. ↑  "Rafał Ulatowski w Lechii". lechia.gda.pl. Bản gốc lưu trữ ngày 12 tháng 11 năm 2011.
32. ↑  "Paweł Janas: Lechia ma zdobywać punkty i bramki". sport.interia.pl.
33. ↑  "Kaczmarek: Nie jestem wypalony, ani wymiętolony". sport.trojmiasto.pl. ngày 8 tháng 6 năm 2012.
34. ↑  "Jak i skąd Michał Probierz trafił do Lechii Gdańsk?". trojmiasto.sport.pl.
35. ↑  "Ekstraklasa: Holender Ricardo Moniz nowym trenerem Lechii Gdańsk". Polskie Radio. Truy cập ngày 27 tháng 3 năm 2014.
36. ↑  "Quim Machado trenerem Lechii" [Quim Machado to train Lechia] (bằng tiếng Ba Lan). 90 Minut. ngày 16 tháng 6 năm 2014. Truy cập ngày 16 tháng 6 năm 2014.
37. ↑  "Wałdoch kandydatem na trenera Lechii". sport.trojmiasto.pl. ngày 22 tháng 9 năm 2014.
38. ↑  "Jerzy Brzęczek trenerem Lechii". ekstraklasa.org. Bản gốc lưu trữ ngày 25 tháng 1 năm 2021. Truy cập ngày 13 tháng 5 năm 2022.
39. ↑  "Oficjalnie: Jerzy Brzęczek zwolniony z Lechii Gdańsk! Jest już następca!". dziennikbaltycki.pl. tháng 9 năm 2015.
40. ↑  "Banaczek: Poprowadzę Lechię w niedzielę". trojmiasto.pl. ngày 4 tháng 12 năm 2015.
41. ↑  "Piotr Nowak nowym trenerem Lechii Piłka nożna - Sport.pl".
42. ↑  "Adam Owen zwolniony z Lechii" (bằng tiếng Ba Lan). 90minut. ngày 3 tháng 3 năm 2018. Truy cập ngày 9 tháng 3 năm 2018.
43. ↑  "Piotr Stokowiec trenerem Lechii" (bằng tiếng Ba Lan). 90minut. ngày 5 tháng 3 năm 2018. Truy cập ngày 9 tháng 3 năm 2018.
44. ↑  "Tomasz Kaczmarek nowym trenerem Lechii Gdańsk". lechia.pl. tháng 9 năm 2021.
45. ↑  "Grupa Lotos nowym sponsorem Lechii Gdańsk!". dziennikbaltycki.pl. ngày 21 tháng 11 năm 2010.
46. ↑  "W piątek 19 lipca Grupa LOTOS i Lechia Gdańsk podpisały trzyletnią umowę sponsoringową, która zacznie obowiązywać z początkiem sezonu 2013/2014". lotos.pl.
47. ↑  "Piłkarze Lechii wybrali numery na koszulkach". trojmiasto.pl.
48. ↑  "New Balance - technical sponsor of Lechia Gdańsk". lechia.pl. Bản gốc lưu trữ ngày 16 tháng 1 năm 2021. Truy cập ngày 13 tháng 5 năm 2022.
49. ↑  "Energa głównym sponsorem Lechii Gdańsk". lechia.pl. Bản gốc lưu trữ ngày 16 tháng 1 năm 2021. Truy cập ngày 13 tháng 5 năm 2022.
50. ↑  "PayTren został sponsorem Lechii Gdańsk. Biało-zieloni podbijają azjatycki rynek". dziennikbaltycki.pl. ngày 7 tháng 12 năm 2018.
51. ↑  "Nowe barwy i dodatkowa informacja. Zmiany w logu polskiego giganta energetycznego". tvn24.pl.

1. ↑  It was announced on 10 March that the games against Arka Gdynia and Cracovia would be played behind closed doors and the games in the championship round against Piast Gliwice, Cracovia and Legia Warsaw will be played with crowd restrictions due to the coronavirus pandemic.[20] However these games did not go ahead as all league games were postponed indefinitely on 14 March.[21] The attendance stats for this season includes the home games where fans were not allowed to attend.
2. ↑  Due to restrictions imposed by the Polish government in reaction to the coronavirus outbreak there were no fans in attendance for the home games against Arka Gdynia and Cracovia.
3. ↑  Due to the COVID-19 pandemic this season saw the league being cut to a 30 game season with the removal of the relegation and championship groups. Of the 30 games, fans were only in attendance for 6 games, including Lechia only being able to have fans at 3 games that season, with no fans allowed to attend home games from October 2020 until the end of the season.